# SKB Litpol-Malow Suwałki
SKB Litpol-Malow Suwałki (do 1992 Polambad Suwałki, do 1999 SKB Suwałki) – suwalski klub badmintona utworzony w 1987 roku, obecnie grający w Lotto Ekstralidze badmintona, wielokrotny Drużynowy Mistrz Polski (19x). Zawody rozgrywa w hali suwalskiego OSiR-u. Połowa zawodników kadry Polski w badmintonie która brała udział w Igrzyskach Olimpijskich 2012 pochodziła z tego klubu.

## Zawodnicy[3]
- Kamila Augustyn
- Anastasia Khomich
- Ulyana Volskaya
- Oliwia Niedźwiedzka
- Aleksandra Goszczyńska
- Karolina Szubert
- Michał Łogosz
- Michał Sobolewski
- Robert Cybulski
- Przemysław Szydłowski
- Adam Szolc
- Mateusz Świerczyński

## Trenerzy
Trenerzy klubu SKB Suwałki;  Jacek Niedźwiedzki, Jerzy Dołhan

## Sponsorzy strategiczni
- Litpol

- Malow

## Sezony w Lotto Ekstralidze Badmintona
- 2022/2023 - 3 miejsce
- 2021/2022 - 1 miejsce (Klubowy Mistrz Polski)
- 2020/2021 - 2 miejsce
- 2019/2020 - 1 miejsce (Klubowy Mistrz Polski)
- 2018/2019 - 2 miejsce
- 2017/2018 - 1 miejsce (Klubowy Mistrz Polski)
- 2016/2017 - 1 miejsce (Klubowy Mistrz Polski)
- 2015/2016 - 1 miejsce (Klubowy Mistrz Polski)
- 2014/2015 - 1 miejsce (Klubowy Mistrz Polski)
- 2013/2014 - 1 miejsce (Klubowy Mistrz Polski)
- 2012/2013 - 2 miejsce
- 2011/2012 - 1 miejsce (Klubowy Mistrz Polski)
- 2010/2011 - 2 miejsce[4]
- 2009/2010 - 1 miejsce (Klubowy Mistrz Polski)
- 2008/2009 - 1 miejsce (Klubowy Mistrz Polski)
- 2007/2008 - 1 miejsce (Klubowy Mistrz Polski)
- 2006/2007 - 1 miejsce (Klubowy Mistrz Polski)
- 2005/2006 - 2 miejsce
- 2004/2005 - 1 miejsce (Klubowy Mistrz Polski)
- 2003/2004 - 1 miejsce (Klubowy Mistrz Polski)
- 2002/2003 - 1 miejsce (Klubowy Mistrz Polski)
- 2001/2002 - 1 miejsce (Klubowy Mistrz Polski)
- 2000/2001 - 1 miejsce (Klubowy Mistrz Polski)
- 1999/2000 - 2 miejsce
- 1998/1999 - 1 miejsce (Klubowy Mistrz Polski)
- 1997/1998 - 1 miejsce (Klubowy Mistrz Polski)
- 1996/1997 - 5 miejsce
- 1995/1996 - 4 miejsce
- 1994/1995 - 6 miejsce
- 1993/1994 - 3 miejsce
- 1992/1993 - 5 miejsce
- 1991/1992 - 9 miejsce

## Mistrzostwa Polski
Zawodnicy SKB którzy zdobyli mistrzostwo Polski, 2 i 3 miejsce w grze pojedynczej kobiet i mężczyzn, grze podwójne kobiet i mężczyzn, grze mieszanej.

### Gra pojedyncza kobiet
- 2008 - Ewa Jarocka - 3 miejsce (brąz)
- 2007 - Ewa Jarocka - 3 miejsce (brąz)
- 2005 - Nadieżda Kostiuczyk - 2 miejsce (srebro)
- 2004 - Nadieżda Kostiuczyk - 2 miejsce (srebro)
- 2002 - Agata Rzepczyk - 3 miejsce (brąz)
- 2000 - Agnieszka Czerwińska - 3 miejsce (brąz)
- 2000 - Joanna Szleszyńska - 3 miejsce (brąz)
- 1999 - Joanna Szleszyńska - 3 miejsce (brąz)
- 1998 - Joanna Szleszyńska - 2 miejsce (srebro)
- 1996 - Joanna Szleszyńska - 3 miejsce (brąz)
- 1995 - Joanna Szleszyńska - 3 miejsce (brąz)

### Gra pojedyncza mężczyzn
- 2009 - Łukasz Moreń - 3 miejsce (brąz)
- 2007 - Dariusz Zięba - 3 miejsce (brąz)
- 2007 - Adam Cwalina - 3 miejsce (brąz)
- 2006 - Dariusz Zięba - 2 miejsce (srebro)
- 2005 - Dariusz Zięba - 3 miejsce (brąz)
- 2005 - Jacek Hankiewicz - 3 miejsce (brąz)
- 2004 - Jacek Niedźwiedzki - 2 miejsce (srebro)
- 2004 - Dariusz Zięba - 3 miejsce (brąz)
- 2003 - Jacek Niedźwiedzki - 1 miejsce (złoto)
- 2003 - Kamil Turonek - 3 miejsce (brąz)
- 2002 - Jacek Niedźwiedzki - 2 miejsce (srebro)
- 2002 - Kamil Turonek - 3 miejsce (brąz)
- 2001 - Jacek Niedźwiedzki - 1 miejsce (złoto)
- 2000 - Jacek Niedźwiedzki - 1 miejsce (złoto)
- 2000 - Kamil Turonek - 3 miejsce (brąz)
- 1998 - Jacek Niedźwiedzki - 1 miejsce (złoto)
- 1997 - Jacek Niedźwiedzki - 1 miejsce (złoto)
- 1995 - Jacek Niedźwiedzki - 3 miejsce (brąz)
- 1994 - Jacek Niedźwiedzki - 3 miejsce (brąz)
- 1993 - Artur Zbroński - 3 miejsce (brąz)

### Gra podwójna kobiet
- 2012 - Kamila Augustyn i Joanna Szleszyńska-Łogosz - 2 miejsce (srebro)
- 2011 - Małgorzata Kurdelska - 2 miejsce (srebro)
- 2009 - Małgorzata Kurdelska - 1 miejsce (złoto)
- 2008 - Nadieżda Kostiuczyk - 1 miejsce (złoto)
- 2008 - Małgorzata Kurdelska - 2 miejsce (srebro)
- 2007 - Nadieżda Kostiuczyk - 1 miejsce (złoto)
- 2006 - Nadieżda Kostiuczyk - 1 miejsce (złoto)
- 2006 - Joanna Szleszyńska - 3 miejsce (brąz)
- 2005 - Nadieżda Kostiuczyk - 1 miejsce (złoto)
- 2005 - Barbara Kulanty i Joanna Szleszyńska - 2 miejsce (srebro)
- 2004 - Nadieżda Kostiuczyk - 1 miejsce (złoto)
- 2004 - Barbara Kulanty i Joanna Szleszyńska - 3 miejsce (brąz)
- 2003 - Paulina Matusewicz - 1 miejsce (złoto)
- 2003 - Barbara Kulanty i Joanna Szleszyńska - 3 miejsce (brąz)
- 2002 - Joanna Szleszyńska - 1 miejsce (złoto)
- 2001 - Barbara Kulanty i Joanna Szleszyńska - 1 miejsce (złoto)
- 2001 - Agnieszka Czerwińska - 3 miejsce (brąz)
- 2000 - Barbara Kulanty i Joanna Szleszyńska - 3 miejsce (brąz)
- 2000 - Agnieszka Czerwińska - 3 miejsce (brąz)
- 1999 - Joanna Szleszyńska - 1 miejsce (złoty)
- 1998 - Małgorzata Jura i Joanna Szleszyńska - 3 miejsce (brąz)

### Gra podwójna mężczyzn
- 2012 - Michał Łogosz - 1 miejsce (złoto)
- 2012 - Łukasz Moreń - 2 miejsce (srebro)
- 2011 - Adam Cwalina i Michał Łogosz - 1 miejsce (złoto)
- 2011 - Łukasz Moreń - 2 miejsce (srebro)
- 2010 - Michał Łogosz - 1 miejsce (złoto)
- 2009 - Michał Łogosz i Robert Mateusiak - 1 miejsce (złoto)
- 2009 - Łukasz Moreń - 3 miejsce (brąz)
- 2008 - Michał Łogosz i Robert Mateusiak - 1 miejsce (złoto)
- 2008 - Adam Cwalina - 2 miejsce (srebro)
- 2008 - Maciej Kowalik i Michał Rogalski - 3 miejsce (brąz)
- 2008 - Łukasz Moreń i Dariusz Zięba - 3 miejsce (brąz)
- 2007 - Michał Łogosz i Robert Mateusiak - 1 miejsce (złoto)
- 2007 - Kamil Raszkiewicz - 3 miejsce (brąz)
- 2007 - Adam Cwalina - 3 miejsce (brąz)
- 2006 - Jacek Hankiewicz - 2 miejsce (srebro)
- 2006 - Michał Łogosz i Robert Mateusiak - 3 miejsce (brąz)
- 2005 - Michał Łogosz i Robert Mateusiak - 1 miejsce (złoto)
- 2005 - Jacek Hankiewicz - 2 miejsce (srebro)
- 2004 - Michał Łogosz i Robert Mateusiak - 1 miejsce (złoto)
- 2004 - Jacek Hankiewicz - 3 miejsce (brąz)
- 2003 - Michał Łogosz i Robert Mateusiak - 1 miejsce (złoto)
- 2003 - Jacek Hankiewicz - 3 miejsce (brąz)
- 2003 - Jacek Niedźwiedzki i Kamil Turonek - 3 miejsce (brąz)
- 2002 - Michał Łogosz i Robert Mateusiak - 1 miejsce (złoto)
- 2002 - Jacek Hankiewicz - 3 miejsce (brąz)
- 2001 - Michał Łogosz i Robert Mateusiak - 1 miejsce (złoto)
- 2001 - Jacek Hankiewicz - 3 miejsce (brąz)
- 2000 - Robert Mateusiak - 1 miejsce (złoto)
- 2000 - Jacek Niedźwiedzki - 3 miejsce (brąz)
- 2000 - Kamil Turonek - 3 miejsce (brąz)
- 1999 - Robert Mateusiak - 1 miejsce (złoto)

### Gra mieszana
- 2012 - Łukasz Moreń - 3 miejsce (brąz)
- 2010 - Michał Łogosz - 2 miejsce (srebro)
- 2009 - Robert Mateusiak - 1 miejsce (złoto)
- 2009 - Michał Łogosz - 2 miejsce (srebro)
- 2008 - Robert Mateusiak i Nadieżda Kostiuczyk - 1 miejsce (złoto)
- 2008 - Michał Łogosz i Joanna Szleszyńska - 2 miejsce (srebro)
- 2008 - Adam Cwalina i Małgorzata Kurdelska - 3 miejsce (brąz)
- 2007 - Robert Mateusiak i Nadieżda Kostiuczyk - 1 miejsce (złoto)
- 2007 - Michał Łogosz i Joanna Szleszyńska - 2 miejsce (srebro)
- 2006 - Robert Mateusiak i Nadieżda Kostiuczyk - 1 miejsce (złoto)
- 2006 - Michał Łogosz i Joanna Szleszyńska - 2 miejsce (srebro)
- 2005 - Robert Mateusiak i Barbara Kulanty - 1 miejsce (złoto)
- 2005 - Michał Łogosz i Joanna Szleszyńska - 2 miejsce (srebro)
- 2004 - Robert Mateusiak i Barbara Kulanty - 1 miejsce (złot)
- 2004 - Michał Łogosz i Joanna Szleszyńska - 2 miejsce (srebro)
- 2003 - Robert Mateusiak i Barbara Kulanty - 1 miejsce (złot)
- 2003 - Michał Łogosz i Joanna Szleszyńska - 2 miejsce (srebro)
- 2002 - Robert Mateusiak i Barbara Kulanty - 1 miejsce (złot)
- 2002 - Michał Łogosz i Joanna Szleszyńska - 2 miejsce (srebro)
- 2001 - Robert Mateusiak i Barbara Kulanty - 1 miejsce (złot)
- 2001 - Michał Łogosz i Joanna Szleszyńska - 2 miejsce (srebro)
- 2000 - Robert Mateusiak i Barbara Kulanty - 1 miejsce (złot)
- 1999 - Robert Mateusiak - 1 miejsce (złot)
- 1996 - Jacek Niedźwiedzki i Joanna Szleszyńska - 3 miejsce (brąz)

## Igrzyska Olimpijskie
Zawodnicy klubu biorący udział w Igrzyskach Olimpijskich

### Rio 2016[5]
- Adam Cwalina

### Londyn 2012[6]
- Kamila Augustyn
- Adam Cwalina
- Michał Łogosz

### Pekin 2008[7]
- Robert Mateusiak
- Michał Łogosz
- Robert Mateusiak
- Nadieżda Kostiuczyk

### Ateny 2004[8]
- Michał Łogosz
- Robert Mateusiak

### Sydney 2000[9]
- Michał Łogosz
- Robert Mateusiak